# Oreocarya virgata
Oreocarya virgata är en strävbladig växtart som först beskrevs av Thomas Conrad Porter, och fick sitt nu gällande namn av Edward Lee Greene. Oreocarya virgata ingår i släktet Oreocarya och familjen strävbladiga växter. Inga underarter finns listade i Catalogue of Life.